# Aonach Mòr
Aonach Mòr er et bjerg i højlandet i Skotland. Det ligger omtrent 3 km nordøst for Ben Nevis, der er det højeste bjerg på de Britiske Øer, på sydsiden af Glen Spean, nær byen Fort William. Nevis højderyggen er et skisportssted der ligger på de nordlige bakkedrag af toppen. Brugen af dette navn har givet en del kontroverser, da nogle har betragtet det som en bevidst ændring af et indfødt navn.

Navnet Aonach Mòr betyder, at det er større end naboen tæt mod syd Aonach Beag (lille højderyg), der er forbundet med et højt bealach. Navnet referer dog til de fleste af bjergene set fra dalen, sanerer end deres højde over havets overflade: toppen af Aonach Mèr er i virkeligheden 13 meter lavere end toppen af Aonach Beag.
Skisportsstedet har en gondollift og flere stolelifte og slæbelifte. Om vinteren bruges de til ski og snowboard; om sommeren bliver gondolen brugt til at transportere cykelryttere op til toppen til såkaldt downhill cykling. Den bruges også af paraglidere til at nå op til flere forskellige startpunkter.
Den nemmeste vej til toppen er at tage gondolen til 650 meters højde, og gå det sidste stykke. Mere traditionelt bliver bjerget besteget fra syd fra Glen Nevis;. Aonach Mòr bliver næsten altid besteget sammen med Aonach Beag.
Nevis Højderyggen har været vært til Mountain Bike World Cup tolv gang (2002-2006, 2008-2014), og ligeledes til Mountain Bike World Championships i 2007.
Aonach Mor's Coire an Lochain har rekorden for Skotland længste varige snedækkede område hvilket ligger i 1120 meter højde. Under Stormen Bodil i efteråret 2013 blev der målt vindstød med en hastighed af 229 km/t (63,6 m/s) på Aonach Mòr, hvilket var det kraftigste vindstød under uvejret i hele Europa.